# Хроніка Альфонсо III
«Хро́ніка Альфо́нсо ІІІ» (ісп. Crónica de Alfonso III) — астурійська середньовічна хроніка кінця ІХ — початку Х століття. Повна назва — «Хро́ніка короля Адефо́нса тре́тього» (лат. Chronica Adefonsi tertii regis). Написана середньовічною латиною. Складена за наказом астурійського короля Альфонсо ІІІ з метою підкреслення спадкоємності Астурійського королівства від Вестготської держави в Іспанії. Авторство невідоме. Ймовірно, укладена в королівському скрипторії в місті Ов'єдо. Має характер продовження «Історії готів» Ісидора Севільського. Охоплює історію Піренейського півострова від правління вестготського короля Вамби до кінця правління астурійського короля Ордоньйо I. Особлива увага присвячена діянням першого астурійського короля Пелайо. Остання подія хроніки — інтронізація Альфонса III в 866 році. Існує в 2-х редакціях – ранній короткій під назвою «Хро́ніка Ро́да» (лат. Cronica Rotensis, присвячена леонському королю Гарсії І) і пізній розширеній під назвою «Хро́ніка Себастья́на» (лат. Cronica ad Sebastianum, присвячена леонському королю Ордоньйо II). Обидві редакції збереглися в пізніх списках. Використовувалася як історичне джерело кастильськими й іспанськими хроністами. Вперше опублікована в «Historia de España» (1727) в Іспанії. Один із основних текстів для вивчення пізньої історії Вестготської держави, мусульманського завоювання Іспанії та Астурійського королівства.

## Редакції
- «Хро́ніка Ро́да» (лат. Cronica Rotensis, присвячена леонському королю Гарсії І)
- «Хро́ніка Себастья́на» (лат. Cronica ad Sebastianum, присвячена леонському королю Ордоньйо II).